# تيمور شاه الدراني
تيمور شاه الدراني ملك أفغانستان وثاني حكام الدولة الدرانية وهو ابن مؤسسها أحمد شاه الدراني ، حكم من 1772م إلى 1793 م .
ولد تيمور شاه في مشهد الإيرانية عام 1748 م، وكان ارتفاع سريع إلى السلطة عن طريق الزواج من ابنة الامبراطور المغولي الامجير الثاني . وقد حصل على مدينة سيرهند كهدية زفاف .
حول العاصمة من قندهار إلى كابول واختار بيشاور عاصمة الشتاء في 1776 م للابتعاد عن قبائل البشتون الساخطة منه .